# Oxyopes pingasus
Oxyopes pingasus là một loài nhện trong họ Oxyopidae.
Loài này thuộc chi Oxyopes. Oxyopes pingasus được Alberto Barrion & James A. Litsinger miêu tả năm 1995.